# Niederwald (Goms)
Niederwald (toponimo tedesco) è una frazione di 45 abitanti del comune svizzero di Goms, nel Canton Vallese (distretto di Goms).

## Storia

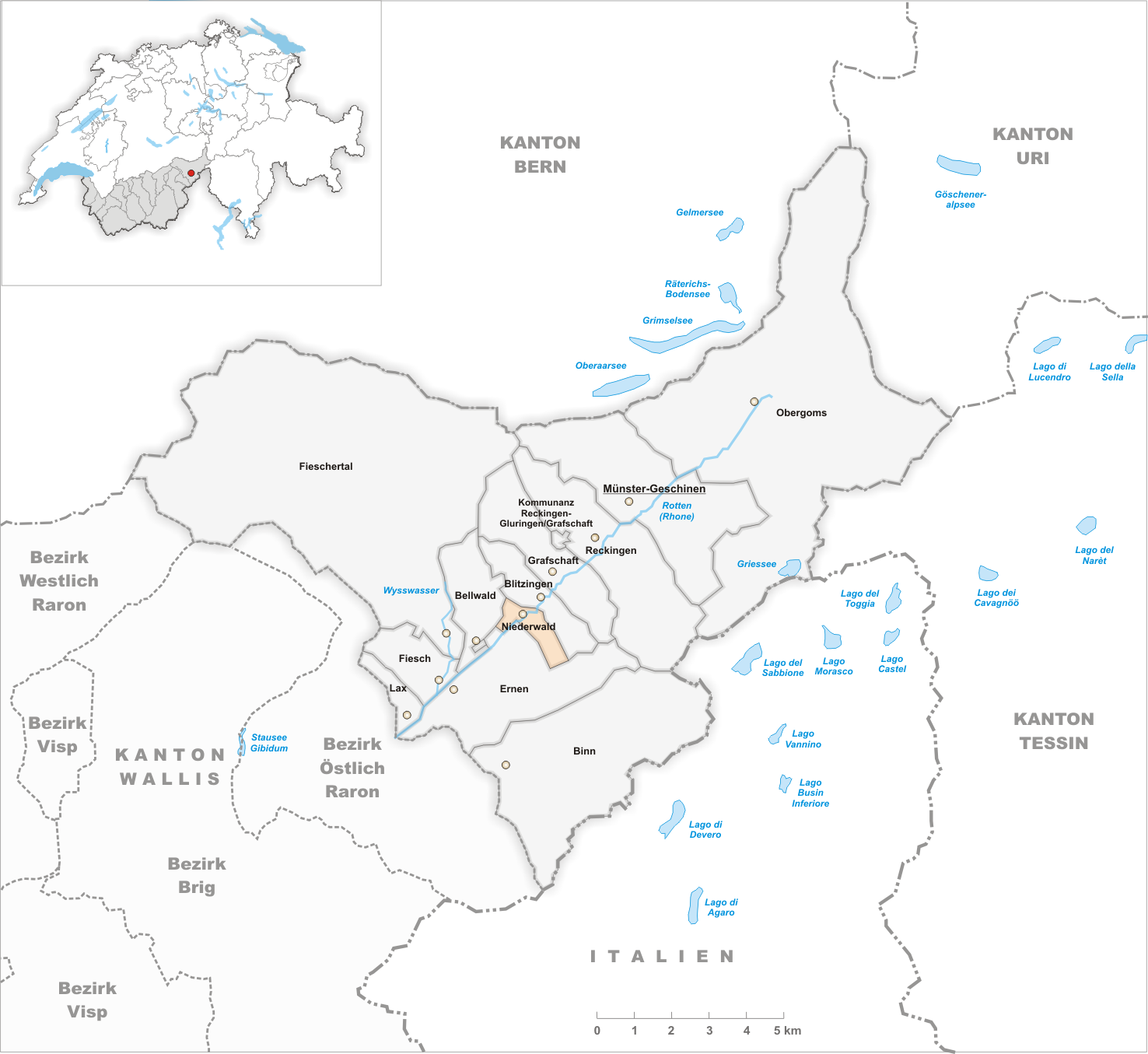
Il territorio del comune di Niederwald prima degli accorpamenti comunali del 2017

È il paese natale di César Ritz, imprenditore e fondatore di molti alberghi, fra i quali l'Hotel Ritz di Parigi e l'Hotel Ritz di Londra.
Già comune autonomo che comprendeva anche la frazione di Rottenbrigge, nel 2017 è stato accorpato agli altri comuni soppressi di Blitzingen, Grafschaft, Münster-Geschinen e Reckingen-Gluringen per formare il nuovo comune di Goms.

## Monumenti e luoghi d'interesse
- Chiesa parrocchiale cattolica di San Teodulo, consacrata nel 1678[1].

## Società

### Evoluzione demografica
L'evoluzione demografica è riportata nella seguente tabella:
Abitanti censiti

## Amministrazione
Ogni famiglia originaria del luogo fa parte del cosiddetto comune patriziale e ha la responsabilità della manutenzione di ogni bene ricadente all'interno dei confini della frazione.